# Ethon

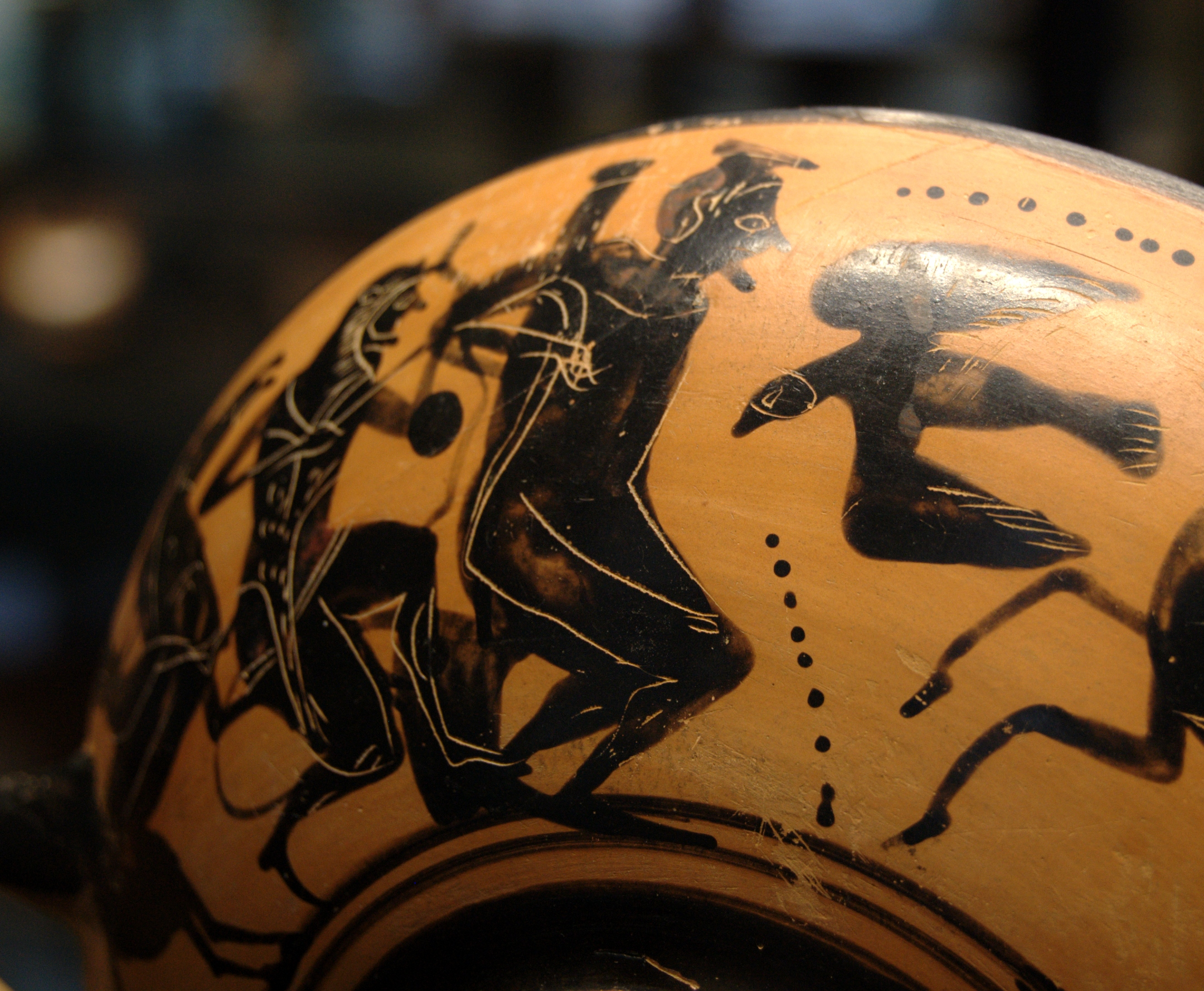
Ethon en Prometheus, afbeelding uit ca. 500 v.Chr.

Ethon of Kaukasios is een vogel uit de Griekse mythologie.
Ethon was een enorme adelaar, geboren uit de monsters Typhon en Echidna. Prometheus werd door Zeus, de Griekse oppergod, aan de berg Kaukasus geketend, waar Ethon elke dag stukjes uit zijn lever kwam pikken. Hiermee werd Prometheus gestraft voor het stelen van het vuur van de berg Olympus. De lever groeide elke nacht weer aan, maar elke dag kwam Ethon terug. Prometheus' zoon Deucalion en zijn vrouw Pyrrha probeerden Ethon weg te slaan, om te kunnen zorgen voor de vastgeketende Prometheus.
Ethon werd uiteindelijk verslagen door Herakles en Prometheus was bevrijd. Sommige mythes zeggen dat Herakles een grote ratel gebruikte om Ethon voorgoed af te schrikken, terwijl andere mythes zeggen dat hij worstelde tot de dood of dat de adelaar gedood werd door een pijl.